# Spirostreptus melanopus
Spirostreptus melanopus är en mångfotingart som beskrevs av Porath 1872. Spirostreptus melanopus ingår i släktet Spirostreptus och familjen Spirostreptidae. Inga underarter finns listade i Catalogue of Life.